# دیوید فرای
دیوید فرای (انگلیسی: David Fry؛ زادهٔ ۵ ژانویهٔ ۱۹۶۰) بازیکن فوتبال اهل بریتانیا است.
از باشگاه‌هایی که در آن بازی کرده‌است می‌توان به باشگاه فوتبال کریستال پالاس، باشگاه فوتبال یئوویل تاون، باشگاه فوتبال ویموث، باشگاه فوتبال گیلینگام، باشگاه فوتبال چلتنهام تاون، و باشگاه فوتبال تورکی یونایتد اشاره کرد.